# Радутина
Радутина — деревня в Большесолдатском районе Курской области. Входит в Волоконский сельсовет.

## География
Деревня находится в 66 километрах к юго-западу от Курска, в 14 километрах к северу от районного центра — села Большое Солдатское, в 3 км oт Волоконска (центр сельсовета).

## Население
| 2002 | 2010 |
| ---- | ---- |
| 97   | ↘55  |

## Транспорт
Радутина находится в 12 км oт автодороги регионального значения 38К-004 (Дьяконово — Суджа — граница с Украиной), в 3 км oт автодороги межмуниципального значения 38Н-084 (38К-004 — Волоконск) и в 3,5 км oт 38Н-741 (Волоконск — Ширковский), в 0,5 км oт автодороги 38Н-742 (38Н-741 — Раково), в 7 км от ближайшего ж/д остановочного пункта Анастасьевка (линия Льгов I — Подкосылев).